# 奧利弗 (伊利諾伊州埃德加縣)
奧利弗（英語：Oliver）是位於美國伊利諾伊州埃德加縣的一個非建制地區。該地的面積和人口皆未知。

## 地理
奧利弗的座標為39°29′02″N 87°40′53″W / 39.48389°N 87.68139°W，而該地的平均海拔高度為202米（即630英尺）。